# Juan Carlos Moreno Cabrera

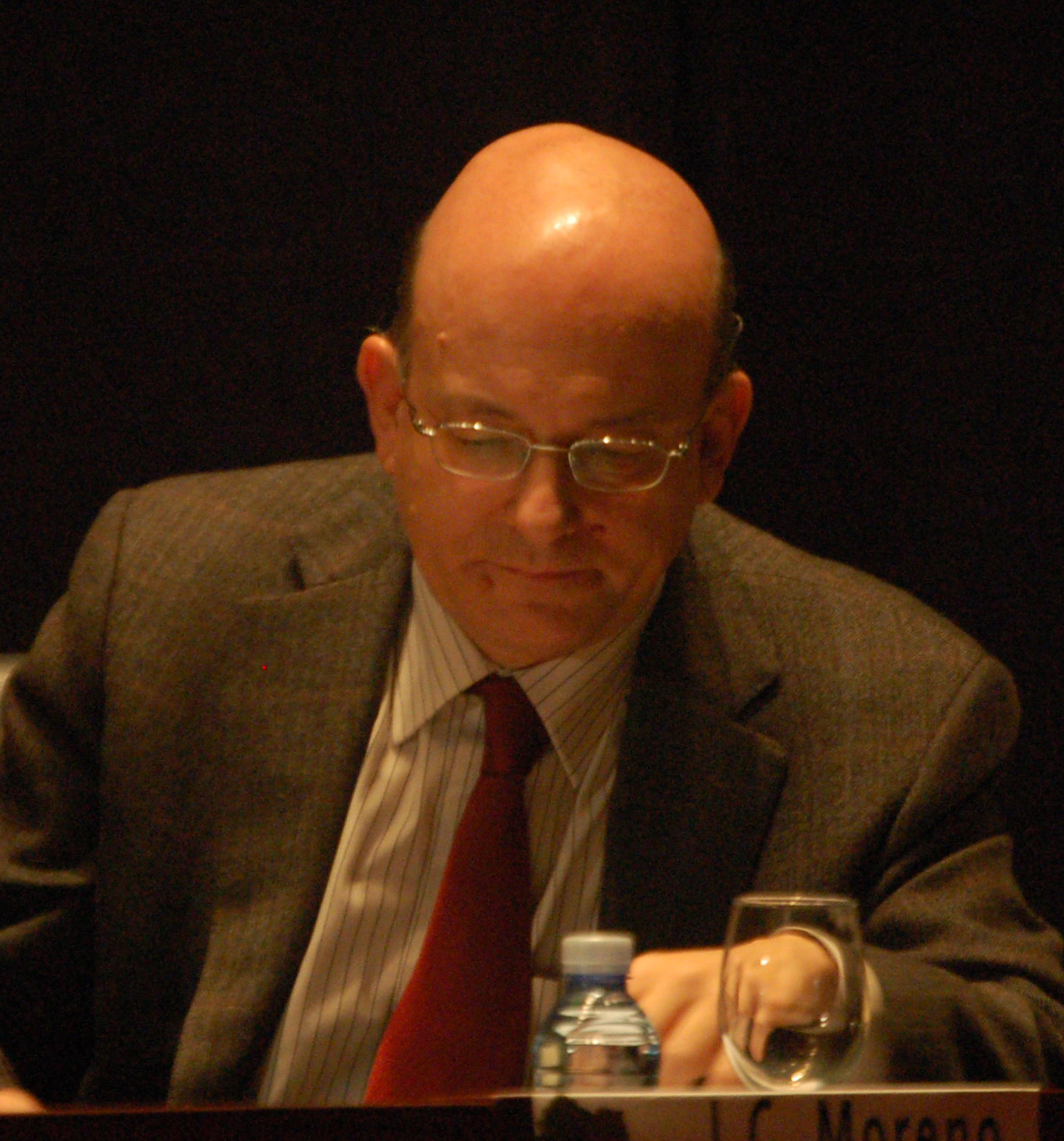
Juan Carlos Moreno Cabrera durante una conferencia el 17 de diciembre de 2009.

Juan Carlos Moreno Cabrera (Madrid, octubre de 1956) es un lingüista español, catedrático de Lingüística General en la Universidad Autónoma de Madrid. 
Su trabajo como investigador se ha centrado en la situación de la diversidad lingüística en el mundo, la tipología lingüística, la lingüística teórica, la sintaxis general, la semántica general y las relaciones entre las actitudes lingüísticas y las ideologías, fundamentalmente las del imperialismo y el nacionalismo lingüístico con especial énfasis en el ámbito hispánico. 

## Trayectoria académica
Juan Carlos Moreno Cabrera es Doctor en Filosofía y Letras por la Universidad Autónoma de Madrid. Desde 1993 es catedrático del Departamento de Lingüística General, Lógica y Filosofía de la Ciencia, Lenguas Modernas, Teoría de la Literatura y Literatura Comparada y Estudios de Asia Oriental de la Facultad de Filosofía y Letras de la Universidad Autónoma de Madrid.
Es autor de treinta libros, entre los que figuran: Lenguas del mundo (Madrid: Visor, 1990); La lingüística teórico-tipológica (Madrid: Gredos, 1995); Curso universitario de lingüística general (Madrid: Síntesis, 2000, 2.ª ed.); La dignidad e igualdad de las lenguas (Madrid: Alianza, 2009, 6.ª ed.); El universo de las lenguas (Madrid: Castalia, 2003); Introducción a la lingüística (Madrid: Síntesis, 2004, 2.ª ed.), y El nacionalismo lingüístico. Una ideología destructiva (Barcelona: Península, 2008). Entre sus obras destaca, además, la adaptación al español de la obra de David Crystal The Cambridge Encyclopedia of Language (Enciclopedia del lenguaje de la Universidad de Cambridge, Madrid: Taurus, 1994). Ha publicado, asimismo, más de cien artículos en revistas y libros colectivos, la mayor parte de ellos sobre problemas de tipología sintáctica, semántica y clasificación, situación, expansión y desaparición de las lenguas del mundo.
Es y ha sido miembro del consejo de redacción y asesor de diversas revistas sobre lingüística teórica y experimental, lingüística aplicada y antropología lingüística, entre las cuales se cuentan las siguientes: Revista Española de Lingüística; revista Syntaxis: An International Journal of Syntactic Research, Universidad de Huelva; Revista de la Sociedad Española de Lingüística Aplicada; revista Language Design. Journal of Theoretical and Experimental Linguistics, Universidad de Granada, de UniverSOS; Revista de Lenguas Indígenas y Universos Culturales, editada por las Universidades de Valencia, Alicante, Jaume I, Valladolid, Autónoma de Madrid y Granada, de De Lingva Aragonensi; y la Revista de la Societat de Lingüística Aragonesa y de la Revista de Erudición y Crítica (Madrid, 2006). Ha sido miembro del Comité Científico del Informe sobre las Lenguas del Mundo llevado a cabo por la Unesco (publicado como Words and Worlds Multilingual Matters, 2005 y en castellano con el título Palabras y Mundos, Barcelona, Icaria, 2006) y participó en el Proyecto EUROTYP (Tipología de las Lenguas de Europa) financiado por la European Science Foundation (1990-1994). En la actualidad es miembro del comité científico de Linguamón-Casa de les Llengües de la Generalidad de Cataluña.
Más allá de sus aportaciones a la lingüística teórica, Juan Carlos Moreno Cabrera ha dedicado parte de su obra a fundamentar lingüísticamente el concepto de igualdad de las lenguas y a la crítica de la ideología y mitos del nacionalismo lingüístico español, y de las instituciones de normalización y promoción de la lengua española.

## Publicaciones
- Lógica formal y lingüística (1987)
- Fundamentos de sintaxis general (Síntesis, 1987)
- Lenguas del mundo (Visor, 1990)
- La lingüística teórico-tipológica (1995)
- Introducción a la lingüística: enfoque tipológico y universalista (Síntesis, 1997)
- Diccionario de lingüística neológico y multilingüe (Síntesis, 1998)
- Materiales para un curso de sintaxis general sobre la base de cuatro lenguas euroasiáticas (UAM, 1998)
- Curso universitario de lingüística general (2ª ed. 2000)
- La dignidad e igualdad de las lenguas (Alianza, 2000)
- Semántica y gramática (2003)
- El universo de las lenguas: clasificación, denominación, situación, tipología, historia y bibliografía de las lenguas (Castalia, 2003)
- Introducción a la lingüística (2ª ed. 2004)
- Las lenguas y sus escrituras: Tipología, evolución e ideología (2005)
- De Babel a Pentecostés: manifiesto plurilingüista (Horsori, 2006)
- El nacionalismo lingüístico. Una ideología destructiva (Península, 2008)
- Spanish is different. Introducción al español como lengua extranjera (Castalia ELE 1, 2010)
- «“Unifica, limpia y fija.” La RAE y los mitos del nacionalismo lingüístico español», en S. Senz y M. Alberte: El dardo en la Academia, pp. 157-314 (Melusina, 2011)
- Lengua, colonialismo y nacionalismo (Antología de artículos, 2004-2010) (Documento en línea, 2010)
- Cuestiones clave de la lingüística (Síntesis, 2013)
- Juan C. Moreno y J. L. Mendívil: On Biology, History and Culture in Human Language (Equinox Publishing, 2014)
- Los dominios del español. Guía del imperialismo lingüístico panhispánico (Euphonía Ediciones, 2014)